# 孟塬站
孟塬站位于中国陕西省渭南市华阴市孟塬镇，为陇海铁路、同蒲铁路的接轨站，东距连云港站960公里，西距兰州站799公里，北距太原站525公里。车站为中国铁路西安局集团西安车务段管辖的二等区段站，规模一级二场：正线及到发线11条、调车线7条、交接线3条、站修线1条。车站办理客货运、陇海线摘挂列车和区段列车的改编作业、以及南同蒲线货物列车始发到达的编解作业。其中日办理接发列车134对、解编列车15列；15趟列车在站办理客运业务，日均发送旅客312人。

## 历史
车站于1960年随陇海铁路因三门峡水库建设而实施的改道工程通车而启用，原名孟塬站，1969年建成黄河工程机械厂专用线，1970年同蒲铁路接入车站。后又建成华山冶金车辆厂专用线。
1997年4月改名华山站，华山站更名华山西站。
2021年7月30日，华山站恢复孟塬站一名，原华山西站复名华山站。同时车站候车室进行一体化改造，整合候车、咨询、售票功能。改建后的候车室可容纳156名旅客。